# Alma Mater (album)
Alma Mater – trzeci studyjny album poznańskiego rapera Shelleriniego, którego premiera odbyła się 11 października 2019 roku. Album był notowany na 1. miejscu listy OLiS.

## Lista utworów[5]
1. „Nic nowego” (produkcja & gramofony: The Returners)
2. „Telstar” (produkcja: Ceha)
3. „Na pewno” (produkcja & gramofony: The Returners)
4. „Apolinary baj” (produkcja: Ceha; gramofony: DJ Flip)
5. „Od kuchni” (produkcja: soSpecial)
6. „Restart” (gościnnie: Paluch, Sarius & Gibbs; produkcja: Gibbs)
7. „Czarne słońce” (produkcja & gramofony: The Returners)
8. „Mór i beton” (produkcja: Lenzy; gramofony: DJ Flip)
9. „Byle gdzie” (produkcja: !kos; gramofony: DJ Creon)
10. „Dom zły” (gościnnie: Koni, Kaczor; produkcja & gramofony: The Returners)
11. „Krakatau” (produkcja: SoulPete; gramofony: DJ Decks)
12. „Spokój” (gościnnie: donGURALesko; produkcja & gramofony: The Returners)